# 武重勉
武重 勉（たけしげ つとむ、1967年7月11日 - ）は日本の俳優・タレント。本名：西村剛（にしむら つよし）。大阪府出身。オフィス北野に所属していた。

## 来歴
1997年にビートたけしの弟子としてオフィス北野に入り、たけしの運転手として働いていたが、1998年辺りからタレント活動を開始。
2001年に北野武監督映画の『BROTHER』にて映画初出演し、2002年には同監督の『Dolls』で大役に抜擢され、第12回東京スポーツ映画大賞で新人賞を受賞する。
2003年に同監督の『座頭市』にもセリフのある脇役として出演するはずだったが、その時の武重の演技が気に入らなかったのか役を降ろされ（セリフのない脇役として出演）、ついにはたけしが「新人賞剥奪だな」と冗談なのか本気なのか分からない発言をして、武重がショックを受けたというエピソードがある。
2006年、田中誠監督の『雨の町』に出演。

## 出演

### テレビ
- 足立区のたけし、世界の北野（フジテレビ）※俳優・武重勉ではなく、タレント・西村剛として出演
- 子連れ狼（テレビ朝日）
- トリハダ3〜夜ふかしのあなたにゾクッとする話を 第二話「雑音と無音の因果律」（2008年、フジテレビ）

### 映画
- BROTHER（2001年）
- Dolls（2002年）
- 座頭市（2003年）
- TAKESHIS'（2005年）
- 雨の町（2006年）
- 監督・ばんざい!(2007年)

### CM
- トヨタ自動車『カローラ』（2002年）